# Chiesa dell'Annunciazione di Maria (Riva del Garda)
La chiesa dell'Annunciazione di Maria è la parrocchiale a Varone, frazione di Riva del Garda, appartenente alla Comunità Alto Garda e Ledro. Risale al XIX secolo.

## Storia

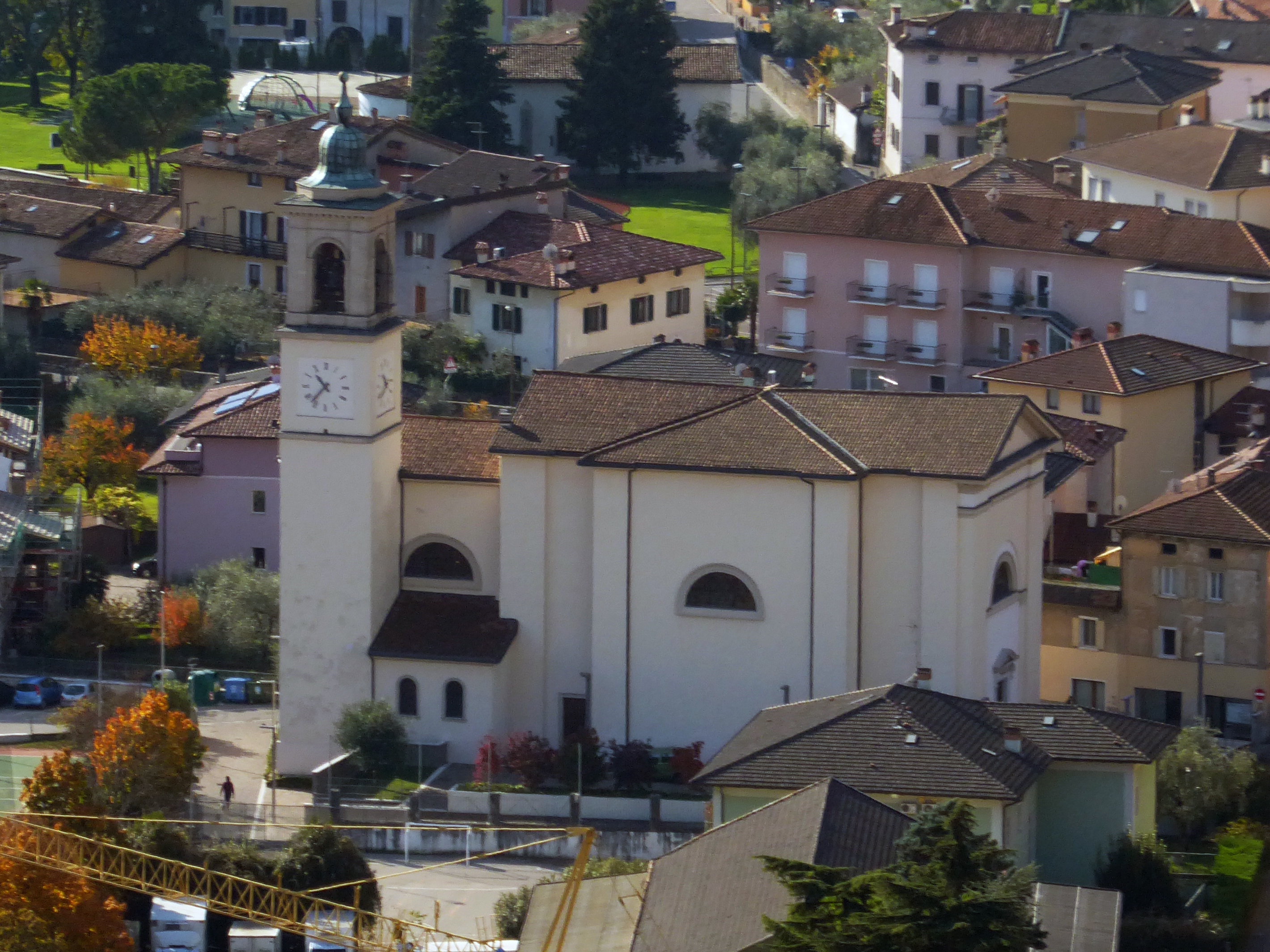
Immagine dall'alto della chiesa

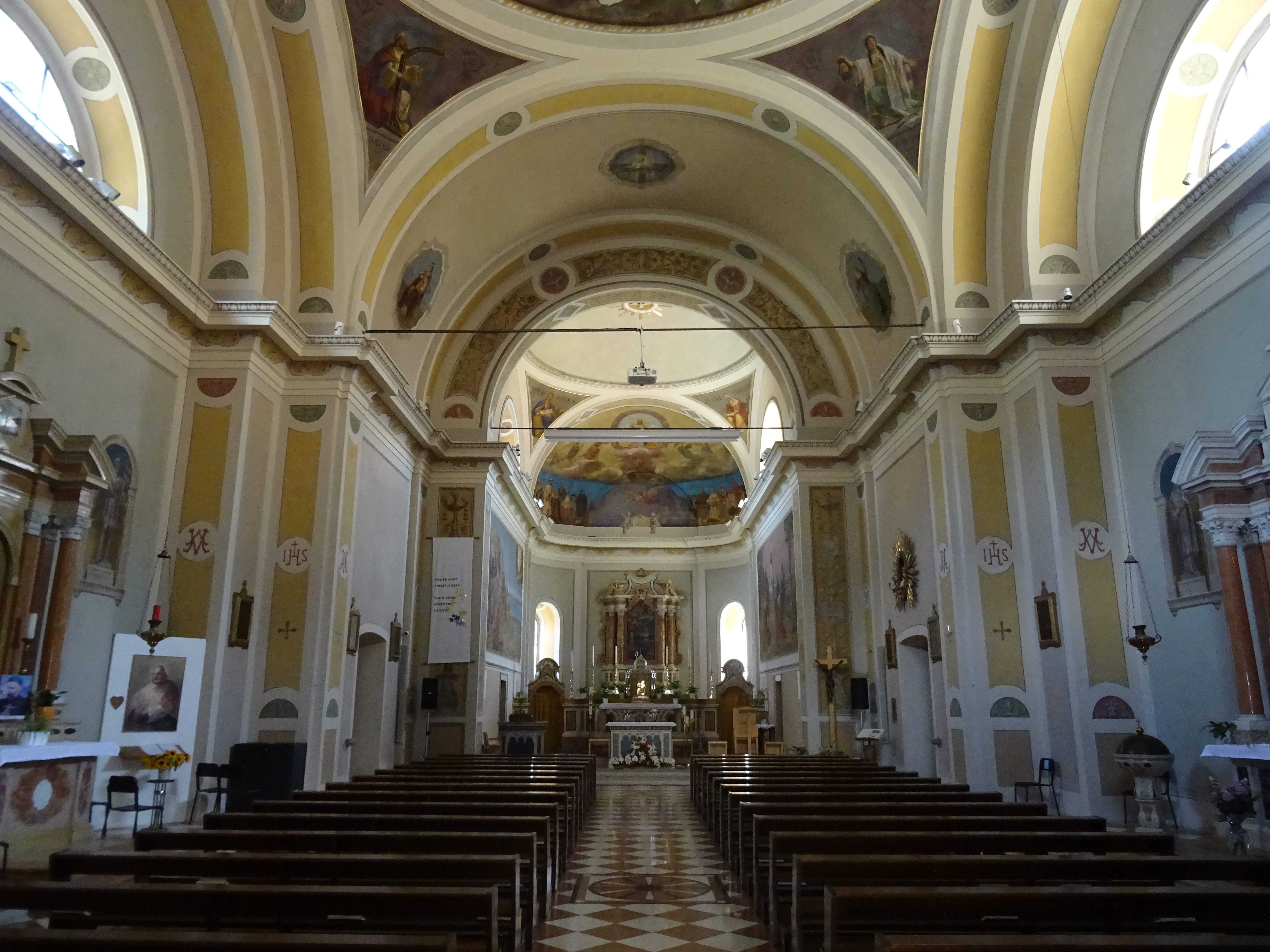
Interno

La nuova chiesa di Varone, piccola frazione a nord di Riva del Garda, venne edificata dopo la presentazione del progetto nel 1846. Doveva sostituire l'antica chiesa di Santa Maria del Pernone, già elevata a curazia da 1782 ma non più adatta alle esigenze dei fedeli per le dimensioni ridotte e la posizione non facile da raggiungere.
Venne costruita a partire dal 1865, fu benedetta a cantiere ancora aperto, nel 1885, ed infine consacrata a lavori conclusi, nel 1888.
Durante gli eventi bellici del primo conflitto mondiale venne colpita ed il tetto ne risultò danneggiato.
Durante il primo dopoguerra fu restaurata e, nel 1931, gli interni vennero decorati.
Venne elevata a dignità di chiesa parrocchiale nel 1953.
A partire dagli anni sessanta fu oggetto di vari interventi di restauro conservativo. Il primo si concluse nel 1965 e riguardò la struttura esterna come cornicioni e vetrate, oltre all'impianto di riscaldamento ed alla tinteggiatura. Il secondo venne effettuato per riparare i danni prodotti dal terremoto del 1976. Gli ultimi interventi del 2002 sono stati indirizzati in particolare all'adeguamento liturgico e alla sostituzione della pavimentazione della navata.

## Descrizione

### Esterni
La chiesa mostra tradizionale orientamento a est. La facciata è caratterizzata dal frontone triangolare e dal portale architravato con finestra a lunetta.

### Interni
La navata interna è unica e ripartita in tre campate. Il presbiterio è leggermente rialzato.